# 襟カラー

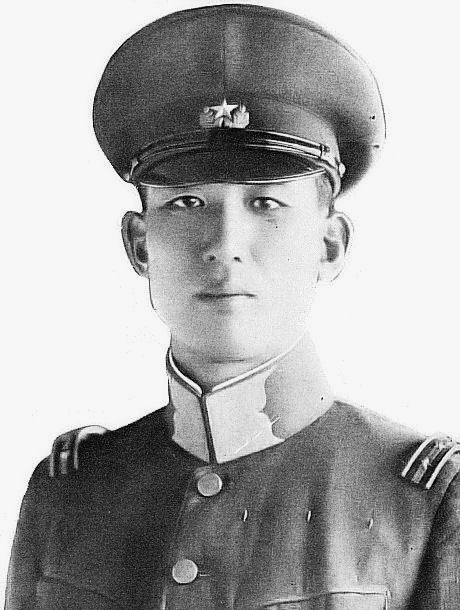
白のカラーを立襟の軍服に付着した1930年代後半頃の日本陸軍の将校（北白川宮永久王）

襟カラー（えりカラー）とは、主に詰襟型の被服の襟内側に付着し襟自体の汚損を防ぎ、襟に色のアクセントを与え、襟を補強するなどの目的をもって装着されるもののことをいう。カラー、襟布とも。英語のカラー（collar）は日本語の「襟」に相当するが、カラーとは本来は衣服の身頃との接合の有無とは関係なく頸部につける円筒状の物の総称をいう（襟を参照）。英語ではクレリカルカラー (Clerical collar) と呼ぶ。本項では「カラー」と記述する。
カトリック教会の神父の服装や、立襟・折襟型の軍服、日本の詰襟型男子学生服などで用いられる。

## 概説
初期のシャツやジャケットにおいては、汚れが付着したり擦り切れて消耗することの多い襟や袖の部分は外して洗ったり取り替えたりできるよう脱着式となっており、詰襟ジャケットのカラーはその流れを汲むものである。古典的なドレスシャツの襟（カラー）は分離するものであり、カラーを付着した詰襟ジャケットを着用する際は、ドレスシャツは襟がないものを使用することが基本であった。逆に、襟付のシャツの上に詰襟のジャケットを着用する際は、ジャケットにはカラーは付着させない。古典的かつ伝統的なドレスコードではそのようなカラー（襟）の重複は避けるものであったが、襟付のシャツが一般化した現代では混用されていることが多い。シャツのこの分離着脱式の襟もカラーと称す。このほか、古典的なシャツでは襟（カラー）のほか袖（カフス）も分離するものであった。
カラー付着の主目的は襟汚れを防ぐとともに、清潔さを強調するアクセントとしての意味合いもある。かつては、白い布地の帯を糊で堅く固めたものが使用されていたが、手入れに手間がかかる上、汚れやすいので、布地を使わず、合成樹脂が使われるようになった。はじめはベークライトだったが、その後セルロイドが原料に用いられた。しかし、これは割れやすい上、火がつくと激しく燃えて首筋に大きな火傷ができる危険があるので、1970年ごろから、不燃性のポリ塩化ビニルが採用された。しかし、これは硬くていぜん割れやすいので、現在では、軟質のポリプロピレンが素材として一般に使われている。
カラーは、襟の補強のため堅い素材でできているので、首の自由な運動を妨げて着用者の窮屈感を増強しがちである。また、現代の学生服用カラーはプラスチック製のため全く汗を吸わず、気温が高い日、身体を激しく動かすときなど、首まわりに汗がたまり、着用者の不快感を増す。
日本では2021年にプラスチック製カラーをしていた国内唯一の工場での生産が終了した。着用感が良いラウンドカラーを選ぶユーザーが増えたこと、また詰襟の制服を使う学校も減少していることから需要が激減していることが原因として挙げられている。

## 神父の服装

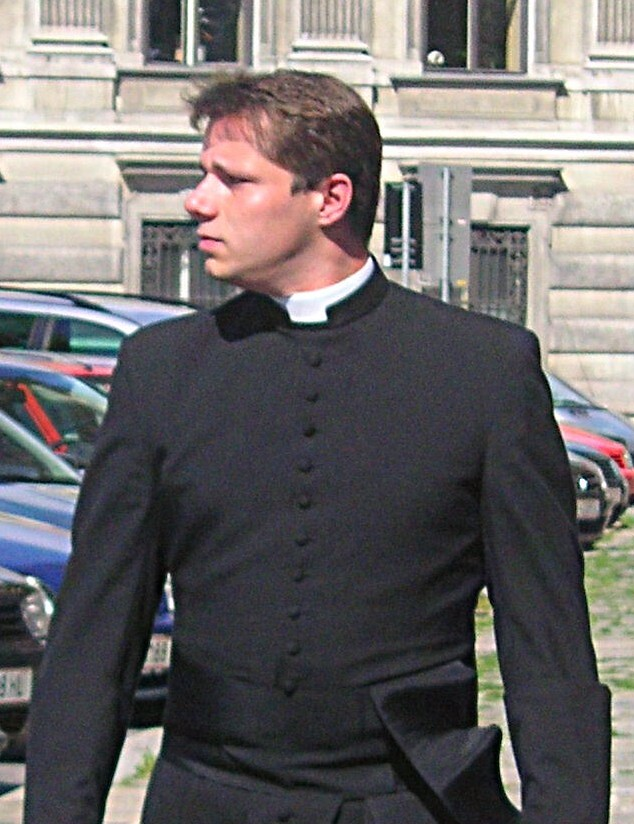
キャソックを着用した神父

カトリック教会の神父の場合は黒やグレー、薄い水色等の布地で筒のように作った襟の中にカラーを通し、首の後ろで留める。もっとも、改まった席以外では、カラーを首の後ろで留めずに、外したまま楽にしているのを見かけることがある。首の前側だけしかない簡易型のカラーもある。
カトリック教会以外の教派の聖職者・教職者（牧師など）が着けていることもある（基本的に牧師等は通常のワイシャツにネクタイといったビジネスマン風の格好も多い）。

## 軍服
諸軍隊の軍衣においても第一次世界大戦頃から立襟型から立折襟型への移行が進んだが、襟の形状が変わっても基本的にカラーは使用された。例として昭和期の日本陸軍では、将校准士官は（立襟の襦袢を下に着たうえで）専用のカラーを襟内に装着した立折襟のジャケットを着用、下士官兵は三角形の薄い布を畳み細長くした物を内襟に仮縫いの要領で縫い付け着用している。また、日本海軍では、将校准士官は平折襟の襦袢の上にカラーの無い立襟ジャケットを、下士官は同じく襦袢の上から専用のカラーを襟内に装着した立襟のジャケットを着用している。
詰襟ではない開襟型のジャケットでは、襟付のドレスシャツを下に着用するためカラーは付されない。水兵についても襟なし丸首の襦袢にセーラー服であるためカラーは使用しない。
アメリカ海兵隊員は「レザーネック」（leatherneck）と俗称されるが、これはかつて制服の一部であった革製カラーにちなむ。革製カラーは着用者の首筋を直立させて姿勢を良くし、加えて首筋を守る防具としても機能した。
旧ソ連やその影響を受けた諸国では、野戦服や作業服の襟にもカラーが用いられた。

## 学生服
現代の学生服の場合は、襟の内側に5個ついた突起にはめて取り付ける。学生服のカラーには、詰襟の高さに応じて、幅が異なるいくつかのタイプがある。
1. 標準型学生服として規定された4cmの高さの詰襟に装着し、襟の全面を裏から覆って襟の先から数mm出る幅39mmのものが最も一般的である。装着して襟ホックをかけると、首かせのような窮屈感を抱く生徒も多い。
2. 首周りの窮屈さを軽減するため、慶應義塾大学およびその付属校などが採用している高さ3.5cmの詰襟には、幅が33mmの「慶應型」カラーを装着する。幅が細いぶんだけ首周りが楽になるので、慶應型カラーの襟に止める穴の位置を下にずらし、標準型学生服につけられるようにしたバリエーションの型もある。なお、通常の慶応型カラーをそのまま標準型学生服の襟に装着すると、襟の内側にカラーが沈んでしまう。白いカラーが襟の外から見えなくなり、見栄えは多少変わるが、カラーが首に擦れなくなって窮屈感から解放されるので、標準型学生服着用の生徒のなかに、慶応型カラーを入手してそれに付け替える者が増えている。
3. 丈の短い変形学生服である「短ラン」の中で比較的標準型に近い「セミ短」と呼ばれる変形学生服は、襟が低めにデザインされており、幅26mmのカラーを装着する。
4. 丈の短い変形学生服である「短ラン」の中でも極めて丈の短い「極短」と呼ばれる変形学生服は、襟がかなり低くデザインされており、幅20mmのカラーを装着する。
5. 「長ラン」と呼ばれる丈の長い変形学生服は、襟が高くデザインされている。また、通常の学生服の襟のみ高く改造する生徒もいる。4.5cmをこえる高い詰襟には、「ハイカラー」と呼ばれる幅50mmのカラーを装着する。ただし、ハイカラーは、特に激しく動き回るときなど首まわりへの負担感がきわめて大きく、また、最近ハイカラーの生産が減って入手困難となっているため、長ラン着用が義務の大学応援団などでも、団員に本来のハイカラーを装着させず、標準型カラーでお茶を濁すケースが多くなっている。

### カラーを装着しない学生服
学生服では、窮屈感などから購入時についていたカラーを生徒が自分で取り外し、ノーカラーにして着用することが増えてきた。これに対処するため、襟の先端に白色のパイピングを配することでプラスチックカラーの代わりとし、また襟の前を丸くしてホックを1個とするなど、着用感に配慮したラウンドカラーと呼ばれるタイプも製造されるようになった。